# ستارگان سلطنتی
در اختربینی ستارگان سلطنتی ایران تشتر، شیردال، کژدم‌دل و دهان‌ماهی (هَستُرَنگ) نام دارند. آنها حدود ۳۰۰۰ سال پیش از میلاد در زمان ایرانیان باستان در منطقه‌ای که امروز ایران نامیده می‌شود، نگهبانان آسمان پنداشته می‌شدند. ایرانیان باستان باور داشتند که آسمان به چهار منطقه تقسیم می‌شود و هر منطقه توسط یکی از چهار ستارهٔ سلطنتی محافظت می‌شود. آنها معتقد بودند این ستاره‌ها می‌توانند سبب خوبی و بدی باشند مثلاً خوش‌یمن یا شوم باشند یا این‌که سبب فراوانی یا قحطی بشوند. ایرانیان از ستاره‌های سلطنتی در محاسبات نجومی، تنظیم تقویم و پیش‌بینی آینده هم استفاده می‌کردند. آن‌ها همهٔ وقایع مهم مربوط به زندگی روزمره و موقعیت ستاره‌ها در زمان رخ دادن آن اتفاق‌ها را ثبت می‌کردند. این داده‌ها برای پیش‌بینی وقایع پیش رو استفاده می‌شدند و هر زمان موقعیت مشابهی از این ستاره‌ها در آسمان دیده می‌شد به این معنی بود که آنچه پیش‌تر در این موقعیت رخ داده دوباره اتفاق خواهد افتاد.
اگرچه مصریان باستان به ذکر ستاره سلطنتی مؤثر بر آنها در تقریباً از ۵۰۰۰ سال پیش از میلاد اشاره کرده‌اند ولی در پارسی باستان، پیامبر زرتشت ذکر آنها در بندهشن مجموعه‌ای از مزدیسنا کیهان‌زایی و کیهان‌شناسی در حدود ۱۵۰۰ سال پیش از میلاد به‌طور کامل اشاره کرده است.

## ستارگان سلطنتی و تاریخچه
نام مدرن و باستانی این چهار ستاره عبارتند از:
- تشتر (Tascheter) - اعتدال بهاری (نگهبان از شرق)
- شیردال (Venant) - انقلاب تابستانی (فرشته جنوبی)
- کژدم‌دل (Satevis) - اعتدال پاییزی (نگهبان غرب)
- دهان‌ماهی (Haftorang/Hastorang) - انقلاب زمستانی (نگهبان شمال)

این چهار ستاره دارای عدد روشنایی ۱٫۵ یا بیشتر هستند. دلیلی که به آن‌ها «سلطنتی» گفته می‌شود این است که از دید ناظر زمینی، از دیگر ستاره‌ها جدا به نظر می‌رسند. دبران، شیردال، کژدم‌دل و دهان‌ماهی درخشان‌ترین ستاره‌ها در صورت فلکی‌شان و جزو بیست و یک ستارهٔ درخشان آسمان شب هستند. پارسیان این ستارگان را چهار نگهبان آسمان می‌دانستند و تغییرات فصلی و هموگان و خوریستان را به آن‌ها نسبت می‌دادند. دبران یا تشتر نگهبان آسمان شرق و ستارهٔ حاکم بر صورت فلکی گاو بود، شیردال نگهبان شمال و ستارهٔ حاکم بر صورت فلکی شیر بود، کژدم‌دل محافظ آسمان غرب و حاکم بر صورت فلکی کژدم و دهان‌ماهی یا هَستُرَنگ نگهبان جنوبی و درخشان‌ترین ستارهٔ صورت فلکی ماهی جنوبی بود (در همان طول جغرافیایی سعدالملک که ستارهٔ شاخص صورت فلکی دلو است).
تشتر مشخص‌کنندهٔ اعتدال بهاری و شیردال نمایندهٔ اعتدال پائیزی بودند در حالی که شیردال با وقوع انقلاب تابستانی مرتبط دانسته می‌شد و دهان‌ماهی انقلاب زمستانی را نمایندگی می‌کرد. با مشاهدهٔ آسمان در فصول مختلف سال، به نظر می‌رسد ستارهٔ حاکم بر آن فصل پرفروغ‌تر است و بیشتر به چشم می‌آید. کژدم‌دل به‌خاطر قرار داشتن در صورت فلکی شیر و ارتباط سمبلیک شیر با مفاهیم سلطنتی از سه ستارهٔ دیگر قدرتمندتر به‌شمار می‌آید.
یه باور پارسیان صور فلکی یا هم‌اختران که ستاره‌های سلطنتی در آن‌ها واقع شده‌اند در چهار نقطهٔ ثابت از مسیر گردش خورشید قرار داشته‌اند و در آغاز هر فصل، خورشید تحت تسلط یکی از این چهار ستارهٔ درخشان بوده است. این یکی از دلایلی بود که به این چهار ستاره لقب «سلطنتی» داده شده‌بود.
توسط ۷۰۰ سال پیش از میلاد در نینوا و آشوری‌ها به حال اساساً نقشه‌برداری دائرةالبروج چرخه به دلیل چهار ستاره و در نتیجه قادر به نقشه صورت فلکی افتراق آنها از سیاره و ستارگان ثابت است. از این ۷۴۷ پیش از میلاد بابلی شاه نبو-ناصیر اتخاذ یک تقویم از اطلاعات به دست آمده بر اساس چهار ستاره یکی بعد از هشت سال در چرخه و یکی از نوزده سال چرخه (که بعداً اتخاذ نوزده-تقویم سال به عنوان استاندارد).
ستاره‌های سلطنتی در اصل برای جهت‌یابی استفاده می‌شدند. همچنین این باور وجود داشت که آنچه در جهان اتفاق می‌افتد در کنترل آنهاست. رخ‌دادن فجایع انسانی و بلایای طبیعی از یک سو و دستاوردهای بشری و اتفاقات تاریخی از سوی دیگر به موقعیت این ستاره‌ها در آسمان نسبت داده می‌شدند. بر این اساس زمانی که ستاره‌ها در موقعیت مناسب بودند شرایط مطلوب بود و در غیر این‌ صورت وقوع فاجعه پیش‌بینی می‌شد. از آن‌جا که شیردال قدرتمندترین ستارهٔ سلطنتی است اتفاقاتی که در زمان چیرگی این ستاره رخ می‌دادند به‌ غایت فرخنده یا ناگوار بودند.